# Albizia grandibracteata
Albizia grandibracteata är en ärtväxtart som beskrevs av Paul Hermann Wilhelm Taubert. Albizia grandibracteata ingår i släktet Albizia och familjen ärtväxter. Inga underarter finns listade i Catalogue of Life.